# Kraftwerk Krångfors
Das Kraftwerk Krångfors ist ein Wasserkraftwerk in der Gemeinde Skellefteå, Provinz Västerbottens län, Schweden, das den Skellefte älv zu einem Stausee aufstaut. Es ging 1928 in Betrieb. Das Kraftwerk ist im Besitz von Skellefteå Kraft und wird auch von Skellefteå Kraft betrieben.

## Absperrbauwerk
Das Absperrbauwerk besteht aus einem Staudamm mit einer Höhe von 33 m auf der rechten Flussseite, der Wehranlage mit den drei Wehrfeldern in der Flussmitte und dem Maschinenhaus auf der linken Flussseite. Der Staudamm wurde 1948 um 6 m erhöht.
Das minimale Stauziel liegt bei 103,83 m, das maximale bei 104,83 m über dem Meeresspiegel. Der Stausee erstreckt sich über eine Fläche von 1 km². Das Bemessungshochwasser liegt bei 702 m³/s; die Wahrscheinlichkeit für das Auftreten dieses Ereignisses wurde mit einmal in 100 Jahren bestimmt. Das größte anzunehmende Hochwasser wurde mit 1267 m³/s berechnet.

## Kraftwerk
Mit dem Bau des Kraftwerks wurde 1926 begonnen. Es ging am 25. Juli 1928 mit einer Francis-Turbine in Betrieb. Das Kraftwerk wurde 1948 um eine weitere Francis-Turbine und 1973 um eine Kaplan-Turbine erweitert. Es verfügt mit den drei Maschinen über eine installierte Leistung von 58 (bzw. 62 oder 65) MW. Die durchschnittliche Jahreserzeugung liegt bei 320 (bzw. 326 340 350 oder 354) Mio. kWh.
Die erste Maschine leistete ursprünglich 10,8 MW (bzw. 15 MVA); die Fallhöhe lag bei 22 m. Mit der Erhöhung des Staudamms um 6 m wurde die Fallhöhe auf 28 m erhöht; außerdem wurde das Laufrad ersetzt. Dies führte zu einer Leistungssteigerung auf 15 MW. Die Nenndrehzahl der Turbine beträgt 125 Umdrehungen pro Minute. Der Durchfluss liegt bei 60 m³/s.
Die 1948 installierte Maschine sollte ursprünglich 12,5 MW leisten; ihre geplante Fallhöhe lag bei 22 m. Mit der Erhöhung des Staudamms wurde die Fallhöhe auf 28 m und die Leistung der Maschine auf 15,5 MW (bzw. 25 MVA) erhöht.
Bei der letzten Erweiterung im Jahr 1973 wurde eine Kaplan-Turbine mit einer Leistung von 26,8 MW (bzw. 30,3 MVA) installiert. Die Fallhöhe beträgt 29,5 (bzw. 29,9 oder 30) m. Die Nenndrehzahl der Turbine liegt bei 187,5 Umdrehungen pro Minute. Der Durchfluss liegt bei 110 m³/s.
Der maximale Durchfluss der drei Turbinen liegt bei 240 m³/s; die mittlere Wasserführung des Skellefte älvs beträgt beim Kraftwerk Krångfors 156 m³/s.